# Dacian Cioloș
Dacian Cioloș (fonèticament: dat͡ʃiˈan ˈt͡ʃjoloʃ; nascut el 27 de juliol de 1969) és un enginyer i polític romanès.

## Biografia
Durant el govern de Călin Popescu-Tăriceanu va ser Ministre d'agricultura, boscos i desenvolupament rural de Romania, des de l'octubre de 2007 fins al desembre de 2008. El 2009, el president de la Comissió Europea, José Manuel Barroso el va nominar per a ser el següent comissari europeu d'Agricultura, un lloc que va assumir del 2010 fins al 2014.
Després de la dimissió de Victor Ponta el 4 de novembre de 2015 fou nomenat primer ministre de Romania el 17 de novembre de 2015, fins que després de les eleccions legislatives romaneses de 2016 el 4 de gener de 2017 va ser nomenat Sorin Grindeanu.